# Alexander Tettey
Alexander Banor Tettey (Accra, 4 aprile 1986) è un ex calciatore ghanese naturalizzato norvegese, di ruolo centrocampista.

## Biografia
Nato e cresciuto in Ghana, nel 1999 si è trasferito a Bodø e, alcuni anni dopo, a Trondheim. Nel giugno 2013 si è sposato con Marit Harbak.

## Carriera

### Club
Tettey è stato portato al Rosenborg su segnalazione di Harald Martin Brattbakk e Odd Inge Olsen. È stato aggregato alla prima squadra nel settembre 2003. Ha esordito nell'Eliteserien il 9 giugno 2004, quando ha sostituito proprio Brattbakk nel successo per 3-0 sul Bodø/Glimt, squadra per cui ha militato nelle giovanili. Nel 2005, è passato in prestito allo Skeid, club militante in 1. divisjon.
Ha debuttato nella nuova squadra il 7 agosto, nella sconfitta per 3-1 in casa del Sogndal. Il 10 agosto ha segnato la prima rete, in un'altra partita persa dallo Skeid, stavolta per 2-5 contro l'Hødd. Le sue prestazioni hanno convinto il nuovo allenatore del Rosenborg, Per-Mathias Høgmo, a riportarlo alla base nello stesso anno.
Il 7 maggio 2006 ha segnato la prima rete nella massima divisione norvegese, nel 3-1 inflitto al Sandefjord. Tettey s'è imposto in squadra rapidamente, scavalcando nelle gerarchie i veterani Roar Strand e Vidar Riseth, diventando titolare. Nel 2008, grazie all'innesto di Anthony Annan nel centrocampo del Rosenborg e al suo buon contributo difensivo, Tettey ha potuto sganciarsi più spesso in fase offensiva, realizzando 5 reti nelle prime 12 partite del campionato successivo.
Il 31 luglio 2009, il Rosenborg ha ufficializzato sul suo sito la cessione del centrocampista norvegese ai francesi del Rennes. Ha firmato un contratto quadriennale con il nuovo club. Ha esordito nella Ligue 1 il 13 settembre, quando è stato titolare nel successo per 1-0 sul Saint-Étienne. Il 15 gennaio 2011 ha realizzato la prima rete nella massima divisione francese, nella vittoria per 4-0 sull'Arles. Non è stato utilizzato nelle prime partite del campionato 2012-2013.
Il 24 agosto 2012, il Norwich City ha annunciato sul proprio sito l'accordo con il centrocampista norvegese, che si è legato al club con un contratto dalla durata biennale. Alla fine del campionato 2013-2014, il suo Norwich City è retrocesso nella Championship. Il 17 settembre 2014 ha rinnovato il contratto che lo legava al Norwich City per altre due stagioni, con un'opzione per il terzo anno. Il 15 dicembre 2015 è stato candidato alla vittoria finale del Gullballen, riconoscimento principale del premio Kniksen.
Il 12 maggio 2021 ha fatto ritorno al Rosenborg, a cui si è legato con un contratto valido fino al 31 dicembre successivo. Al termine di quella stessa stagione, Tettey si è ritirato.

### Nazionale
Tettey, convocabile sia nella Nazionale ghanese che in quella norvegese, ha scelto di rappresentare quest'ultima. Conta 14 presenze per la Norvegia under 21, prima delle quali in data 28 febbraio 2006, quando è stato titolare nella sconfitta per 3-1 contro l'Inghilterra under 21. Il 22 agosto 2007 ha debuttato nella Nazionale maggiore, subentrando a Bjørn Helge Riise nel successo in amichevole per 2-1 contro l'Argentina. Il 3 settembre 2015, a seguito della 25ª presenza Nazionale raccolta contro la Bulgaria, gli è stato conferito il Gullklokka. Il 3 marzo 2017 ha annunciato il ritiro dalla Nazionale, congedandosi con 33 presenze e 3 reti.

## Statistiche

### Presenze e reti nei club
Statistiche aggiornate al 2 febbraio 2022.
| Stagione            | Club                | Campionato          | Campionato | Campionato | Coppe nazionali | Coppe nazionali | Coppe nazionali | Coppe continentali | Coppe continentali | Coppe continentali | Supercoppe | Supercoppe | Supercoppe | Totale | Totale |
| Stagione            | Club                | Comp                | Pres       | Reti       | Comp            | Pres            | Reti            | Comp               | Pres               | Reti               | Comp       | Pres       | Reti       | Pres   | Reti   |
| ------------------- | ------------------- | ------------------- | ---------- | ---------- | --------------- | --------------- | --------------- | ------------------ | ------------------ | ------------------ | ---------- | ---------- | ---------- | ------ | ------ |
| 2003                | Rosenborg           | ES                  | 0          | 0          | CN              | 0               | 0               | UCL+CU             | 0                  | 0                  | -          | -          | -          | 0      | 0      |
| 2004                | Rosenborg           | ES                  | 1          | 0          | CN              | 0               | 0               | UCL                | 0                  | 0                  | RL         | 1          | 0          | 2      | 0      |
| gen.-ago. 2005      | Rosenborg           | ES                  | 1          | 0          | CN              | 0               | 0               | UCL                | -                  | -                  | RL         | 2          | 0          | 3      | 0      |
| ago. 2005           | Skeid               | 1D                  | 5          | 2          | CN              | -               | -               | -                  | -                  | -                  | -          | -          | -          | 5      | 2      |
| set.-dic. 2005      | Rosenborg           | ES                  | 1          | 0          | CN              | 0               | 0               | UCL                | 2                  | 0                  | -          | -          | -          | 3      | 0      |
| 2006                | Rosenborg           | ES                  | 22         | 1          | CN              | 5               | 1               | CU                 | 2                  | 0                  | RL         | 6          | 1          | 35     | 3      |
| 2007                | Rosenborg           | ES                  | 23         | 4          | CN              | 4               | 1               | UCL                | 10                 | 0                  | -          | -          | -          | 37     | 5      |
| 2008                | Rosenborg           | ES                  | 24         | 2          | CN              | 2               | 1               | CU+Int+CU          | 1+4+8              | 0+0+0              | -          | -          | -          | 39     | 3      |
| gen.-lug. 2009      | Rosenborg           | ES                  | 17         | 5          | CN              | 3               | 0               | UEL                | 4                  | 0                  | -          | -          | -          | 24     | 5      |
| 2009-2010           | Rennes              | L1                  | 24         | 0          | CF+CdL          | 3+2             | 0               | -                  | -                  | -                  | -          | -          | -          | 29     | 0      |
| 2010-2011           | Rennes              | L1                  | 17         | 1          | CF+CdL          | 3+0             | 3+0             | -                  | -                  | -                  | -          | -          | -          | 20     | 4      |
| 2011-2012           | Rennes              | L1                  | 19         | 1          | CF+CdL          | 3+1             | 0               | UEL                | 10                 | 0                  | -          | -          | -          | 33     | 1      |
| ago. 2012           | Rennes              | L1                  | 0          | 0          | CF+CdL          | 0               | 0               | -                  | -                  | -                  | -          | -          | -          | 0      | 0      |
| Totale Rennes       | Totale Rennes       | Totale Rennes       | 60         | 2          |                 | 12              | 3               |                    | 10                 | 0                  |            | -          | -          | 82     | 5      |
| ago. 2012-2013      | Norwich City        | PL                  | 27         | 0          | FACup+CdL       | 0+2             | 0+1             | -                  | -                  | -                  | -          | -          | -          | 29     | 1      |
| 2013-2014           | Norwich City        | PL                  | 21         | 1          | FACup+CdL       | 0+1             | 0               | -                  | -                  | -                  | -          | -          | -          | 22     | 1      |
| 2014-2015           | Norwich City        | FLC                 | 36+3       | 2+0        | FACup+CdL       | 0               | 0               | -                  | -                  | -                  | -          | -          | -          | 39     | 2      |
| 2015-2016           | Norwich City        | PL                  | 23         | 2          | FACup+CdL       | 0               | 0               | -                  | -                  | -                  | -          | -          | -          | 23     | 2      |
| 2016-2017           | Norwich City        | FLC                 | 35         | 0          | FACup+CdL       | 1+1             | 0               | -                  | -                  | -                  | -          | -          | -          | 37     | 0      |
| 2017-2018           | Norwich City        | FLC                 | 23         | 0          | FACup+CdL       | 2+2             | 0               | -                  | -                  | -                  | -          | -          | -          | 27     | 0      |
| 2018-2019           | Norwich City        | FLC                 | 30         | 1          | FACup+CdL       | 0+2             | 0               | -                  | -                  | -                  | -          | -          | -          | 32     | 1      |
| 2019-2020           | Norwich City        | PL                  | 30         | 1          | FACup+CdL       | 2+0             | 0               | -                  | -                  | -                  | -          | -          | -          | 32     | 1      |
| 2020-mag. 2021      | Norwich City        | FLC                 | 19         | 0          | FACup+CdL       | 2+1             | 0               | -                  | -                  | -                  | -          | -          | -          | 22     | 0      |
| Totale Norwich City | Totale Norwich City | Totale Norwich City | 244+3      | 7+0        |                 | 16              | 1               |                    | -                  | -                  |            | -          | -          | 263    | 8      |
| mag.-dic. 2021      | Rosenborg           | ES                  | 6          | 0          | CN              | 0               | 0               | UECL               | 6                  | 0                  | -          | -          | -          | 12     | 0      |
| Totale Rosenborg    | Totale Rosenborg    | Totale Rosenborg    | 95         | 12         |                 | 14              | 3               |                    | 37                 | 0                  |            | 9          | 1          | 155    | 16     |
| Totale              | Totale              | Totale              | 404+3      | 23+0       |                 | 42              | 7               |                    | 47                 | 0                  |            | 9          | 1          | 505    | 31     |

### Cronologia presenze e reti in nazionale
| Cronologia completa delle presenze e delle reti in nazionale ― Norvegia | Cronologia completa delle presenze e delle reti in nazionale ― Norvegia | Cronologia completa delle presenze e delle reti in nazionale ― Norvegia | Cronologia completa delle presenze e delle reti in nazionale ― Norvegia | Cronologia completa delle presenze e delle reti in nazionale ― Norvegia | Cronologia completa delle presenze e delle reti in nazionale ― Norvegia | Cronologia completa delle presenze e delle reti in nazionale ― Norvegia | Cronologia completa delle presenze e delle reti in nazionale ― Norvegia |
| Data                                                                    | Città                                                                   | In casa                                                                 | Risultato                                                               | Ospiti                                                                  | Competizione                                                            | Reti                                                                    | Note                                                                    |
| ----------------------------------------------------------------------- | ----------------------------------------------------------------------- | ----------------------------------------------------------------------- | ----------------------------------------------------------------------- | ----------------------------------------------------------------------- | ----------------------------------------------------------------------- | ----------------------------------------------------------------------- | ----------------------------------------------------------------------- |
| 22-8-2007                                                               | Oslo                                                                    | Norvegia                                                                | 2 – 1                                                                   | Argentina                                                               | Amichevole                                                              | -                                                                       |                                                                         |
| 17-11-2007                                                              | Oslo                                                                    | Norvegia                                                                | 1 – 2                                                                   | Turchia                                                                 | Qual. Euro 2008                                                         | -                                                                       |                                                                         |
| 1-4-2009                                                                | Oslo                                                                    | Norvegia                                                                | 3 – 2                                                                   | Finlandia                                                               | Amichevole                                                              | -                                                                       |                                                                         |
| 10-6-2009                                                               | Rotterdam                                                               | Paesi Bassi                                                             | 2 – 0                                                                   | Norvegia                                                                | Qual. Mondiali 2010                                                     | -                                                                       |                                                                         |
| 14-11-2009                                                              | Ginevra                                                                 | Svizzera                                                                | 0 – 1                                                                   | Norvegia                                                                | Amichevole                                                              | -                                                                       |                                                                         |
| 3-3-2010                                                                | Žilina                                                                  | Slovacchia                                                              | 0 – 1                                                                   | Norvegia                                                                | Amichevole                                                              | -                                                                       |                                                                         |
| 9-2/2011                                                                | Faro                                                                    | Polonia                                                                 | 1 – 0                                                                   | Norvegia                                                                | Amichevole                                                              | -                                                                       |                                                                         |
| 10-8-2011                                                               | Oslo                                                                    | Norvegia                                                                | 3 – 0                                                                   | Rep. Ceca                                                               | Amichevole                                                              | -                                                                       |                                                                         |
| 2-9-2011                                                                | Oslo                                                                    | Norvegia                                                                | 1 – 0                                                                   | Islanda                                                                 | Qual. Euro 2012                                                         | -                                                                       |                                                                         |
| 6-9-2011                                                                | Copenaghen                                                              | Danimarca                                                               | 2 – 0                                                                   | Norvegia                                                                | Qual. Euro 2012                                                         | -                                                                       |                                                                         |
| 11-10-2011                                                              | Oslo                                                                    | Norvegia                                                                | 3 – 1                                                                   | Cipro                                                                   | Qual. Euro 2012                                                         | -                                                                       |                                                                         |
| 11-11-2011                                                              | Cardiff                                                                 | Galles                                                                  | 4 – 1                                                                   | Norvegia                                                                | Amichevole                                                              | -                                                                       |                                                                         |
| 26-5-2012                                                               | Oslo                                                                    | Norvegia                                                                | 0 – 1                                                                   | Inghilterra                                                             | Amichevole                                                              | -                                                                       |                                                                         |
| 2-6-2012                                                                | Oslo                                                                    | Norvegia                                                                | 1 – 1                                                                   | Croazia                                                                 | Amichevole                                                              | -                                                                       |                                                                         |
| 15-10-2013                                                              | Oslo                                                                    | Norvegia                                                                | 1 – 1                                                                   | Islanda                                                                 | Qual. Mondiali 2014                                                     | -                                                                       |                                                                         |
| 5-3-2014                                                                | Praga                                                                   | Rep. Ceca                                                               | 2 – 2                                                                   | Norvegia                                                                | Amichevole                                                              | -                                                                       |                                                                         |
| 27-5-2014                                                               | Saint-Denis                                                             | Francia                                                                 | 4 – 0                                                                   | Norvegia                                                                | Amichevole                                                              | -                                                                       |                                                                         |
| 31-5-2014                                                               | Oslo                                                                    | Norvegia                                                                | 1 – 1                                                                   | Russia                                                                  | Amichevole                                                              | -                                                                       |                                                                         |
| 9-9-2014                                                                | Oslo                                                                    | Norvegia                                                                | 0 – 2                                                                   | Italia                                                                  | Qual. Euro 2016                                                         | -                                                                       |                                                                         |
| 10-10-2014                                                              | Ta' Qali                                                                | Malta                                                                   | 0 – 3                                                                   | Norvegia                                                                | Qual. Euro 2016                                                         | -                                                                       |                                                                         |
| 13-10-2014                                                              | Oslo                                                                    | Norvegia                                                                | 2 – 1                                                                   | Bulgaria                                                                | Qual. Euro 2016                                                         | -                                                                       |                                                                         |
| 16-11-2014                                                              | Baku                                                                    | Azerbaigian                                                             | 0 – 1                                                                   | Norvegia                                                                | Qual. Euro 2016                                                         | -                                                                       |                                                                         |
| 28-3-2015                                                               | Zagabria                                                                | Croazia                                                                 | 5 – 1                                                                   | Norvegia                                                                | Qual. Euro 2016                                                         | 1                                                                       |                                                                         |
| 8-6-2015                                                                | Oslo                                                                    | Norvegia                                                                | 0 – 0                                                                   | Svezia                                                                  | Amichevole                                                              | -                                                                       |                                                                         |
| 3-9-2015                                                                | Sofia                                                                   | Bulgaria                                                                | 0 – 1                                                                   | Norvegia                                                                | Qual. Euro 2016                                                         | -                                                                       |                                                                         |
| 6-9-2015                                                                | Oslo                                                                    | Norvegia                                                                | 2 – 0                                                                   | Croazia                                                                 | Qual. Euro 2016                                                         | -                                                                       |                                                                         |
| 10-10-2015                                                              | Oslo                                                                    | Norvegia                                                                | 2 – 0                                                                   | Malta                                                                   | Qual. Euro 2016                                                         | 1                                                                       |                                                                         |
| 13-10-2015                                                              | Roma                                                                    | Italia                                                                  | 2 – 1                                                                   | Norvegia                                                                | Qual. Euro 2016                                                         | 1                                                                       |                                                                         |
| 12-11-2015                                                              | Oslo                                                                    | Norvegia                                                                | 0 – 1                                                                   | Ungheria                                                                | Qual. Euro 2016                                                         | -                                                                       |                                                                         |
| 15-11-2015                                                              | Budapest                                                                | Ungheria                                                                | 2 – 1                                                                   | Norvegia                                                                | Qual. Euro 2016                                                         | -                                                                       |                                                                         |
| 31-8-2016                                                               | Oslo                                                                    | Norvegia                                                                | 0 – 1                                                                   | Bielorussia                                                             | Amichevole                                                              | -                                                                       |                                                                         |
| 4-9-2016                                                                | Oslo                                                                    | Norvegia                                                                | 0 – 3                                                                   | Germania                                                                | Qual. Mondiali 2018                                                     | -                                                                       |                                                                         |
| 11-10-2016                                                              | Oslo                                                                    | Norvegia                                                                | 4 – 1                                                                   | San Marino                                                              | Qual. Mondiali 2018                                                     | -                                                                       |                                                                         |
| 11-11-2016                                                              | Praga                                                                   | Rep. Ceca                                                               | 2 – 1                                                                   | Norvegia                                                                | Qual. Mondiali 2018                                                     | -                                                                       |                                                                         |
| Totale                                                                  |                                                                         | Presenze                                                                | 34                                                                      |                                                                         | Reti                                                                    | 3                                                                       |                                                                         |

## Palmarès

### Club

#### Competizioni nazionali
- Campionato norvegese: 2

Rosenborg: 2004, 2006
- Football League Championship: 2

Norwich City: 2018-2019, 2020-2021

### Individuale
- Gullklokka

2015